# Hyphessobrycon igneus
Hyphessobrycon igneus är en fiskart som beskrevs av Miquelarena, Menni, López och Casciotta, 1980. Hyphessobrycon igneus ingår i släktet Hyphessobrycon och familjen Characidae. Inga underarter finns listade i Catalogue of Life.